# Marele Premiu al Franței din 2021
Marele Premiu al Franței din 2021 (cunoscut oficial ca Formula 1 Emirates Grand Prix de France 2021) a fost o cursă de Formula 1 care s-a desfășurat între 18 și 20 iunie 2021 la Le Castellet, Franța. Cursa a fost cea de-a șaptea etapă a Campionatului Mondial de Formula 1 din 2021, fiind pentru a șaizecea oară când se desfășoară o etapă de Formula 1 în Franța.

## Clasament

### Calificări
| Poz.                  | Nr. | Pilot              | Constructor               | Timpi calificări | Timpi calificări | Timpi calificări | Grila finală |
| Poz.                  | Nr. | Pilot              | Constructor               | Q1               | Q2               | Q3               | Grila finală |
| --------------------- | --- | ------------------ | ------------------------- | ---------------- | ---------------- | ---------------- | ------------ |
| 1                     | 33  | Max Verstappen     | Red Bull Racing-Honda     | 1:31.001         | 1:31.080         | 1:29.990         | 1            |
| 2                     | 44  | Lewis Hamilton     | Mercedes                  | 1:31.237         | 1:30.778         | 1:30.248         | 2            |
| 3                     | 77  | Valtteri Bottas    | Mercedes                  | 1:31.669         | 1:30.735         | 1:30.376         | 3            |
| 4                     | 11  | Sergio Pérez       | Red Bull Racing-Honda     | 1:31.560         | 1:30.971         | 1:30.445         | 4            |
| 5                     | 55  | Carlos Sainz Jr.   | Ferrari                   | 1:32.079         | 1:31.146         | 1:30.840         | 5            |
| 6                     | 10  | Pierre Gasly       | AlphaTauri-Honda          | 1:31.898         | 1:31.353         | 1:30.868         | 6            |
| 7                     | 16  | Charles Leclerc    | Ferrari                   | 1:32.209         | 1:31.567         | 1:30.987         | 7            |
| 8                     | 4   | Lando Norris       | McLaren-Mercedes          | 1:31.733         | 1:31.542         | 1:31.252         | 8            |
| 9                     | 14  | Fernando Alonso    | Alpine-Renault            | 1:32.158         | 1:31.549         | 1:31.340         | 9            |
| 10                    | 3   | Daniel Ricciardo   | McLaren-Mercedes          | 1:32.181         | 1:31.615         | 1:31.382         | 10           |
| 11                    | 31  | Esteban Ocon       | Alpine-Renault            | 1:32.139         | 1:31.736         | N/A              | 11           |
| 12                    | 5   | Sebastian Vettel   | Aston Martin-Mercedes     | 1:32.132         | 1:31.767         | N/A              | 12           |
| 13                    | 99  | Antonio Giovinazzi | Alfa Romeo Racing-Ferrari | 1:32.722         | 1:31.813         | N/A              | 13           |
| 14                    | 63  | George Russell     | Williams-Mercedes         | 1:33.060         | 1:32.065         | N/A              | 14           |
| 15                    | 47  | Mick Schumacher    | Haas-Ferrari              | 1:32.942         | Fără timp        | N/A              | 15           |
| 16                    | 6   | Nicholas Latifi    | Williams-Mercedes         | 1:33.062         | N/A              | N/A              | 19           |
| 17                    | 7   | Kimi Räikkönen     | Alfa Romeo Racing-Ferrari | 1:33.062         | N/A              | N/A              | 16           |
| 18                    | 9   | Nikita Mazepin     | Haas-Ferrari              | 1:33.554         | N/A              | N/A              | 17           |
| Regula 107%: 1:37.584 |     |                    |                           |                  |                  |                  |              |
| -                     | 18  | Lance Stroll       | Aston Martin-Mercedes     | 2:12.584         | N/A              | N/A              | 19           |
| -                     | 22  | Yuki Tsunoda       | AlphaTauri-Honda          | Fără timp        | N/A              | N/A              | 20           |
| Sursa:                |     |                    |                           |                  |                  |                  |              |

Note
- ^1 - Lance Stroll nu a stabilit un timp în cadrul regulii de 107% dar i s-a permis să concureze la discreția oficialilor.[3]
- ^2 – Yuki Tsunoda nu a reușit să stabilească un timp în timpul calificării și i s-a permis să concureze la discreția oficialilor.[3]

### Cursa
| Poz.                                                                            | Nr. | Pilot              | Constructor               | Tururi | Timp/Retras | Grilă | Puncte |
| ------------------------------------------------------------------------------- | --- | ------------------ | ------------------------- | ------ | ----------- | ----- | ------ |
| 1                                                                               | 33  | Max Verstappen     | Red Bull Racing-Honda     | 53     | 1:27:25,770 | 1     | 26     |
| 2                                                                               | 44  | Lewis Hamilton     | Mercedes                  | 53     | +2,904      | 2     | 18     |
| 3                                                                               | 11  | Sergio Pérez       | Red Bull Racing-Honda     | 53     | +8,811      | 4     | 15     |
| 4                                                                               | 77  | Valtteri Bottas    | Mercedes                  | 53     | +14,618     | 3     | 12     |
| 5                                                                               | 4   | Lando Norris       | McLaren-Mercedes          | 53     | +1:04,032   | 8     | 10     |
| 6                                                                               | 3   | Daniel Ricciardo   | McLaren-Mercedes          | 53     | +1:15,857   | 10    | 8      |
| 7                                                                               | 10  | Pierre Gasly       | AlphaTauri-Honda          | 53     | +1:16,596   | 6     | 6      |
| 8                                                                               | 14  | Fernando Alonso    | Alpine-Renault            | 53     | +1:17,695   | 9     | 4      |
| 9                                                                               | 5   | Sebastian Vettel   | Aston Martin-Mercedes     | 53     | +1:19,666   | 12    | 2      |
| 10                                                                              | 18  | Lance Stroll       | Aston Martin-Mercedes     | 53     | +1:31,946   | 19    | 1      |
| 11                                                                              | 55  | Carlos Sainz Jr.   | Ferrari                   | 53     | +1:39,337   | 5     |        |
| 12                                                                              | 63  | George Russell     | Williams-Mercedes         | 52     | +1 tur      | 14    |        |
| 13                                                                              | 22  | Yuki Tsunoda       | AlphaTauri-Honda          | 52     | +1 tur      | PL    |        |
| 14                                                                              | 31  | Esteban Ocon       | Alpine-Renault            | 52     | +1 tur      | 11    |        |
| 15                                                                              | 99  | Antonio Giovinazzi | Alfa Romeo Racing-Ferrari | 52     | +1 tur      | 13    |        |
| 16                                                                              | 16  | Charles Leclerc    | Ferrari                   | 52     | +1 tur      | 7     |        |
| 17                                                                              | 7   | Kimi Räikkönen     | Alfa Romeo Racing-Ferrari | 52     | +1 tur      | 17    |        |
| 18                                                                              | 6   | Nicholas Latifi    | Williams-Mercedes         | 52     | +1 tur      | 16    |        |
| 19                                                                              | 47  | Mick Schumacher    | Haas-Ferrari              | 52     | +1 tur      | 15    |        |
| 20                                                                              | 9   | Nikita Mazepin     | Haas-Ferrari              | 52     | +1 tur      | 18    |        |
| Cel mai rapid tur: Max Verstappen (Red Bull Racing-Honda) - 1:36,404 (turul 35) |     |                    |                           |        |             |       |        |
| Sursa:                                                                          |     |                    |                           |        |             |       |        |

### Clasament campionat după cursă
|   | Poz. | Pilot           | Puncte |
| - | ---- | --------------- | ------ |
|   | 1    | Max Verstappen  | 131    |
|   | 2    | Lewis Hamilton  | 119    |
|   | 3    | Sergio Pérez    | 84     |
|   | 4    | Lando Norris    | 76     |
| 1 | 5    | Valtteri Bottas | 59     |

|   | Poz. | Constructor           | Puncte |
| - | ---- | --------------------- | ------ |
|   | 1    | Red Bull Racing-Honda | 215    |
|   | 2    | Mercedes              | 178    |
| 1 | 3    | McLaren-Mercedes      | 110    |
| 1 | 4    | Ferrari               | 94     |
|   | 5    | AlphaTauri-Honda      | 45     |

- Notă: Doar primele cinci locuri sunt prezentate în ambele clasamente.